# Cena BAFTA za nejlepší britský režijní, scenáristický nebo produkční debut
Cena BAFTA za nejlepší britský režijní, scenáristický nebo produkční debut je ocenění každoročně udělované Britskou akademií filmového a televizního umění (British Academy of Film and Television Arts, BAFTA). Jedná se o obdobu amerických cen Oscar. Ocenění je udělováno od roku 1998 (první kategorie vznikly už v roce 1948).

## Vítězové a nominovaní

### Devadesátá léta
| Rok  | Režisér, scenárista nebo producent | Za práci na snímku            |
| ---- | ---------------------------------- | ----------------------------- |
| 1998 | Richard Kwietniowski               | Love and Death on Long Island |
| 1998 | Sandra Goldbacher                  | Guvernantka                   |
| 1998 | Matthew Vaughn                     | Sbal prachy a vypadni         |
| 1998 | Shane Meadows                      | Den co den                    |
| 1999 | Lynne Ramsay                       | Chytač krys                   |
| 1999 | Justin Kerrigan                    | Human Traffic                 |
| 1999 | Ayub Khan-Din                      | Východ je východ              |
| 1999 | Kirk Jones                         | Nedovo zázračné vzkříšení     |

### První desetiletí 21. století
| Rok  | Režisér, scenárista nebo producent                                     | Za práci na snímku                   |
| ---- | ---------------------------------------------------------------------- | ------------------------------------ |
| 2000 | Pawel Pawlikowski                                                      | Poslední základna                    |
| 2000 | Simon Cellan Jones                                                     | Hlasy v hlavě                        |
| 2000 | Lee Hall                                                               | Billy Elliot                         |
| 2000 | Stephen Daldry                                                         | Billy Elliot                         |
| 2000 | Mark Crowdy                                                            | Bílá vdova                           |
| 2001 | Joel Hopkins a Nicola Usborne                                          | Skoč až zítra!                       |
| 2001 | Julian Fellowes                                                        | Gosford Park                         |
| 2001 | Jack Lothian                                                           | Zatracená noční dřina                |
| 2001 | Steve Coogan Henry Normal                                              | Válka policajtů                      |
| 2001 | Richard Parry                                                          | South West 9                         |
| 2001 | Ruth Kenley-Letts                                                      | Sinatra                              |
| 2002 | Asif Kapadia                                                           | Warrior                              |
| 2002 | Duncan Roy                                                             | AKA                                  |
| 2002 | Simon Bent                                                             | Podvojné účetnictví Christie Malryho |
| 2002 | Lucy Darwin                                                            | Ztracen v La Mancha                  |
| 2003 | Emily Young                                                            | Polibek života                       |
| 2003 | Sergio Casci                                                           | Bratranci z Ameriky                  |
| 2003 | Peter Webber                                                           | Dívka s perlou                       |
| 2003 | Jenny Mayhew                                                           | Zabijte krále                        |
| 2004 | Amma Asante                                                            | Způsob života                        |
| 2004 | Andrea Gibb                                                            | Život potom                          |
| 2004 | Shona Auerbach                                                         | Milý Frankie                         |
| 2004 | Matthew Vaughn                                                         | Po krk v extázi                      |
| 2004 | Nira Park                                                              | Soumrak mrtvých                      |
| 2005 | Joe Wright                                                             | Pýcha a předsudek                    |
| 2005 | Richard Hawkins                                                        | Everything                           |
| 2005 | Annie Griffin                                                          | Festival                             |
| 2005 | David Belton                                                           | Střelba na psy                       |
| 2005 | Peter Fudakowski                                                       | Tsotsi                               |
| 2006 | Andrea Arnold                                                          | Red Road                             |
| 2006 | Gary Tarn                                                              | Black Sun                            |
| 2006 | Paul Andrew Williams                                                   | Z Londýna do Brightonu               |
| 2006 | Christine Langan                                                       | Poslední kat                         |
| 2006 | Julian Gilbey                                                          | Rollin' with the Nines               |
| 2007 | Matt Greenhalgh                                                        | Control                              |
| 2007 | Chris Atkins                                                           | Taking Liberties                     |
| 2007 | Mia Bays                                                               | Scott Walker: Muž z 30. století      |
| 2007 | Sarah Gavron                                                           | Brick Lane                           |
| 2007 | Andrew Piddington                                                      | Zavraždění Johna Lennona             |
| 2009 | Duncan Jones                                                           | Moon                                 |
| 2009 | Stuart Hazeldine                                                       | Zkouška                              |
| 2009 | Lucy Bailey, Andrew Thompson, Elizabeth Morgan Hemlock a David Pearson | Mugabe and the White African         |
| 2009 | Sam Taylor-Wood                                                        | Nowhere Boy                          |
| 2009 | Eran Creevy                                                            | Shifty                               |

### Druhé desetiletí 21. století
| Rok  | Režisér, scenárista nebo producent                   | Za práci na snímku         |
| ---- | ---------------------------------------------------- | -------------------------- |
| 2010 | Chris Morris                                         | Čtyři lvi                  |
| 2010 | Clio Barnard a Tracy O'Riordan                       | Arbor                      |
| 2010 | Banksy a Jaimie D'Cruz                               | Exit Through the Gift Shop |
| 2010 | Gareth Edwards                                       | Zakázaná zóna              |
| 2010 | Nick Whitfield                                       | Skeletons                  |
| 2011 | Paddy Considine a Diarmid Scrimshaw                  | Tyranosaurus               |
| 2011 | Joe Cornish                                          | Útok na věžák              |
| 2011 | Tom Kingsley a Will Sharpe a Sarah Brocklehurst      | Černá tůň                  |
| 2011 | Ralph Fiennes                                        | Coriolanus                 |
| 2011 | Richard Ayoade                                       | Jmenuji se Oliver Tate     |
| 2012 | Bart Layton a Dimitri Doganis                        | Podvodník                  |
| 2012 | Tina Gharavi                                         | I Am Nasrine               |
| 2012 | David Morris a Jacqui Morris                         | McCullin                   |
| 2012 | James Bobin                                          | Mupeti                     |
| 2012 | Dexter Fletcher a Danny King                         | Divoký Bill                |
| 2013 | Kieran Evans                                         | Kelly + Victor             |
| 2013 | Paul Wright a Polly Stokes                           | Za ty v nebezpečí          |
| 2013 | Colin Carberry a Glenn Patterson                     | Good Vibrations            |
| 2013 | Kelly Marcel                                         | Zachraňte pana Bankse      |
| 2013 | Scott Graham                                         | Shell                      |
| 2014 | Stephen Beresford a David Livingstone                | Pride                      |
| 2014 | Gregory Burke a Yann Demange                         | 71                         |
| 2014 | Paul Katis a Andrew de Lotbiniere                    | Kajaki                     |
| 2014 | Hong Khaou                                           | Chvění                     |
| 2014 | Elaine Constantine                                   | Northern Soul              |
| 2015 | Naji Abu Nowar a Rupert Lloyd                        | Theeb                      |
| 2015 | Alex Garland                                         | Ex Machina                 |
| 2015 | Debbie Tucker Green                                  | Second Coming              |
| 2015 | Stephen Fingleton                                    | Ten, který přežil          |
| 2015 | Sean McAllister, Elhum Shakerifar                    | Syrská love story          |
| 2016 | Babak Anvari, Emily Leo, Oliver Roskill, Lucan Toh   | Zahaleni stínem            |
| 2016 | Mike Carey, Camille Gatin                            | Nejnadanější dívka         |
| 2016 | George Amponsah, Dionne Walker                       | The Hard Stop              |
| 2016 | Pete Middleton, James Spinney, Jo-Jo Ellison         | Poznámky o slepotě         |
| 2016 | John Donnelly, Ben A Williams                        | Přihrávka                  |
| 2017 | Rungano Nyoni, Emily Morgan                          | Nejsem čarodějnice!        |
| 2017 | Johnny Harris, Thomas Napper                         | Jawbone                    |
| 2017 | Gareth Tunley, Jack Healy Guttman & Tom Meeten       | The Ghoul                  |
| 2017 | Lucy Cohen                                           | Kingdom of Us              |
| 2017 | Alice Birch, William Oldroyd, Fodhla Cronin O'Reilly | Lady Macbeth               |
| 2018 | Michael Pearce a Lauren Dark                         | Beast                      |
| 2018 | Daniel Kokotajilo                                    | Apostasy                   |
| 2018 | Chris Kelly                                          | Kambodžské jaro            |
| 2018 | Leanne Welham a Sophie Harman                        | Pili                       |
| 2018 | Richard Billingham a Jacqui Davies                   | Ray & Liz                  |